# Atyria vespertina
Atyria vespertina är en fjärilsart som beskrevs av Walker 1864. Atyria vespertina ingår i släktet Atyria och familjen mätare. Inga underarter finns listade i Catalogue of Life.